# پراسک
پراسک (به چکی: Prasek) یک منطقهٔ مسکونی در جمهوری چک است که در ناحیه هرادتس کرالووه واقع شده‌است. پراسک ۵۷۶ نفر جمعیت دارد.